# Partidul Socialist din Serbia
Partidul Socialist Sârb (în sârbă:оцијалистичка партија Србије, СПС / Socijalistička partija Srbije, SPS) este un partid din Serbia. Acesta a fost întemeiat în 1990 prin unirea Ligii Comuniștilor din Serbia, condusă de Slobodan Milošević si a Aliantei Socialiste a Muncitorilor din Serbia, condusă de  Radmila Anđelković.